# Влада Данила Стефановића
Влада Данила Стефановића је била на власти од 22. јануара до 19. августа 1875. (по старом календару).

## Чланови владе
| Функција                                                  | Слика                | Име и презиме     | Детаљи           |
| --------------------------------------------------------- | -------------------- | ----------------- | ---------------- |
| Председник министарског савета и министар унутрашњих дела |                      | Данило Стефановић |                  |
| Министар иностраних дела                                  |                      | Милан Богићевић   |                  |
| Министар правде                                           |                      | Ђорђе Миловановић | до 17/29.3.1875. |
| Министар правде                                           | Димитрије Г. Радовић |                   |                  |
| Министар финансија                                        |                      | Чедомиљ Мијатовић |                  |
| Министар просвете и црквених дела                         |                      | Стојан Новаковић  |                  |
| Министар војени                                           |                      | Коста Протић      |                  |
| Министар грађевина                                        |                      | Манојло Марић     |                  |